# Semiothisa festa
Semiothisa festa är en fjärilsart som beskrevs av George Duryea Hulst 1896. Semiothisa festa ingår i släktet Semiothisa och familjen mätare. Inga underarter finns listade i Catalogue of Life.